# 이병렬 (1870년)
이병렬(李炳烈, 일본식 이름: 淸原炳烈기요하라 헤이레쓰, 1870년 7월 28일(음력 7월 1일) 조선국 충청도 음성 출생 ~ 1955년 양력 11월 20일 대한민국 충청북도 음성에서 별세.)은 대한제국과 일제강점기의 관료이며 조선총독부 중추원 참의도 지냈다. 호는 현하(玄下)이며 본관은 연안, 본적은 충청북도 음성군 감곡면이다.

## 생애
1902년에 판임관 6등의 농상공부 주사가 되면서 관계에 입문하였다. 농상공부에서 박람회 업무를 담당하여 1903년에는 일본 오사카시에 파견을 다녀오기도 했다.
1904년에 러일 전쟁이 발발하면서 일본어 구사 능력이 쓰임새를 인정받았다. 일본군 통역관으로 일본의 러일 전쟁 승리를 도왔고, 육군유년학교 교관에 임명되었다. 1908년에는 평안남도 사무관으로 발령받았다.
1910년에 한일 병합 조약이 체결되자 곧바로 황해도 안악군 군수에 임명되었고, 서흥군과 봉산군 군수를 거쳐 경기도 여주군 군수를 역임하였다. 1922년 말에 경기도 여주군수를 마지막으로 퇴관하였다.
퇴관 후 국민협회 전무와 부회장, 회장, 고문 등을 맡아 공개적으로 친일을 표방한 신일본주의 운동을 오랜 기간 주도하였고, 1927년에는 중추원 참의로 발탁되었다. 현재의 서울 서대문구 지역에 거주하며 총대를 맡는 등 이 지역 유지로 활동했으며, 노년에는 충북 음성군으로 내려가 감곡면 면장으로 재직하며 보냈다.
황해도 서흥군수로 재직 중이던 1912년에 일본 정부로부터 한국병합기념장을 수여받은 바 있다. 음성군 감곡면장이던 1938년을 기준으로 종5위 훈6등에 서위되어 있었다.

## 사후
2002년 발표된 친일파 708인 명단의 중추원과 친일단체 부문, 2008년 공개된 민족문제연구소의 친일인명사전 수록예정자 명단의 중추원과 관료 부문에 모두 포함되었으며 2009년 친일반민족행위진상규명위원회가 발표한 친일반민족행위 705인 명단에도 포함되었다.

## 같이 보기
- 조선총독부 중추원
- 국민협회

## 참고자료
- 이병렬(李炳烈) - 국사편찬위원회
- 이병렬(李炳烈) - 국사편찬위원회